# Wurmbach
Wurmbach fue una localidad de la Baja Austria, ubicada en el municipio de Allentsteig.

## Historia
Hacia mediados del siglo XIX, el lugar, ubicado en Allentsteig, era descrito como un pueblo con 27 casas.